# Spermienpenetrationstest
Der (Spermien-)Penetrationstest oder (Spermien-)Invasionstest wird zur Abklärung einer Sterilität herangezogen. Dabei wird überprüft, ob die Spermien befähigt sind, die Hindernisse auf dem Weg zu Befruchtung der Eizelle zu überwinden.
Nach dieser Definition können Postkoitaltest (PCT) und Spermien-Cervikalmucus-Penetrationstest (SCMPT) (Kremer-Test)  als In-vitro-Untersuchungen zur Abklärung der Ursachen eines unerfüllten Kinderwunsches (einer Untersuchung der  funktionellen Spermienqualität) herangezogen werden.